# 吉田美紀 (女優)
吉田 美紀（よしだ みき、1982年4月19日 - ）は、日本の女優。埼玉県川越市出身、所沢市在住。ニックネームは「みきヲ」。

## 来歴
2001年、私立東野高等学校卒業。
2015年春、幼馴染に連れられENBUゼミナール映画監督コース（プロフェッショナル・夜間部）に入学。同ゼミ生の糸数正寛の短編映画に出演するほか、セルフドキュメンタリー『たどり着いたらいつも名残酒』を監督し、2016年春に同ゼミの上映会「ドロップ・シネマ・フェスティバル Vol.27」でイベント上映された。卒業後は映画監督の市井昌秀など周囲から役者への転向を勧められ、フリーの役者として活動を開始する。
ENBUゼミナールに通っていたことから同ゼミの劇場映画製作俳優ワークショップ企画・シネマプロジェクトの存在を知り、2017年に同プロジェクトの第7弾に応募。上田慎一郎の班に採用され、ワークショップを経て映画『カメラを止めるな!』に出演。同作では中堅AD役を演じ、長編映画の出演はこれが初だった。同作は2018年6月から劇場公開が始まると、当初2館の上映館が累計350館以上に拡大するというインディーズ映画としては異例のヒットを記録。吉田もメインキャストの1人として、第51回シッチェス・カタロニア国際映画祭や第31回東京国際映画祭などに登壇した。
演技スクール「YOKOHAMA演技教室 Millennium」代表の中久木麻衣子に誘われ、2019年9月からは同スクールの初心者クラスの講師を務めることとなったが、1ヶ月少々で講師を降りている。

## 人物
大の酒好きで、焼酎の緑茶割りやウーロンハイが大好物。好きな言葉にせんべろを挙げており、醸造酒や高い酒には興味がない。よく絡み酒をし、飲みの帰り道に録音技師の古茂田耕吉といるところを『月曜から夜ふかし』（日本テレビ）に取材されたことがある。そのほか、趣味や好きなものに、猫いじり、ツーリング、ドラムなどの打楽器演奏を挙げている。
野太く、酒やけしたようなハスキーな低い声が特徴。吉田自身はその声を嫌っていたが、映画監督の上田慎一郎に声を褒められたときに耳を疑ったと同時に「ここにいていいんだ」と心底嬉しかったという。上田はその他に、男気のある顔も魅力だと語っている。映画評論家としても活動するラッパーの宇多丸は自身のラジオ番組で、映画『カメラを止めるな!』での吉田の中堅AD役の演技について、無表情であまり口を開かずに低く喋る様がスクリプター感があり非常に効果的だったと絶賛している。
団体行動が苦手で、物覚えが悪いと自己評価しており、役者転身後は不安に感じていた。共演した女優の浅森咲希奈からはテキパキと何でもこなす姉御肌と評されている。映画監督の上田慎一郎からは、動物やマスコットを見てテンションが上がる女の子な一面も持っていると言われている。
以前は両親とは冷め切った関係だったが、映画『カメラを止めるな!』がヒットしはじめると、吉田がいないところで父親が作品と吉田を紹介していたり、観客動員数120万人突破記念の舞台挨拶に母親が来場するなど関係が修復されていったという。
役者活動以外では、実家の商店の手伝いや居酒屋でのアルバイトとして生活している。

## 出演

### 映画
- ドロップ・シネマ・フェスティバル Vol.26「スタンドバイユー」（2015年11月10日イベント上映、ENBUゼミナール、監督：糸数正寛）
- ドロップ・シネマ・フェスティバル Vol.27（2016年4月22日イベント上映、ENBUゼミナール）
  - 「たどり着いたらいつも名残酒」（監督：吉田美紀） - 主演
  - 「虫」（監督：糸数正寛） - 吉口幹世 役
- カメラを止めるな!（2018年6月23日公開[注 1]、ENBUゼミナール/アスミック・エース、監督：上田慎一郎） - 吉野美紀 役
- 方舟（2019年2月8日イベント上映、監督：我修院達也） - 中島智香 役[23]
- イソップの思うツボ（2019年8月16日公開、アスミック・エース、監督：上田慎一郎）エキストラ[24]

### ウェブドラマ
- カメラを止めるな! スピンオフ ハリウッド大作戦!（2019年3月2日、AbemaTV[注 2]） - 吉野美紀 役[25]

### テレビ番組
- 痛快TV スカッとジャパン 第138回「ショートショートスカッと」（2018年8月27日、フジテレビ） - 佐野理香 役

### 舞台
- Asobiba presents「Character's 2」（2019年11月4日、i Rego Garage）[26]
- 劇団空感演人「雪中の狩人（原作：ねずみとり）」（2020年1月30日 - 2月3日、Air studio）[注 3][27]
- 劇団空感演人「火の風にのって」（2020年3月12日 - 16日、Air studio） - 牧野澄子 役[注 4][28]
- 劇団空感演人「Pink! Ⅲ」（2020年7月23日 - 27日、Air studio） - 酒場の店主 役[注 5][29]
- 空感演人プロデュース reading stage「Distance」（2020年9月17日 - 21日、Air studio）[注 6][30]
- 空感演人プロデュース「最果ての凪」（2020年11月12日 - 16日、A-Garage）[注 7][31]
- 佐藤家のぬかどこ ～スピンオフ～「佐藤家の人々」（2020年12月25日 - 28日、Air studio）[32]
- 朗読ライブ one time of jewel Vol.101「Kiss of Sniper season 1」（2021年1月16日・17日、江古田Cafe FLYING TEAPOT）[33]
- 劇団空感演人「火の風にのって」（2021年2月26日 - 3月1日、Air studio）[注 8][34]
- 劇団空感演人「Pink! 1 ＋ Pink! 3」（2021年3月27日 - 4月4日、A-Garage）[注 9][35]

## 作品

### 映画（作品）
- たどり着いたらいつも名残酒（2016年） - 企画・監督・出演